# Vencer la culpa
A Vencer la culpa (magyar fordításban: Legyőzni a bűntudatot) egy 2023-as mexikói telenovella, amit a Televisa készített. Magyarországon még nem vetítették.

## Történet
A Vencer la culpa négy nő történetét meséli el, akik különböző életkorúak és társadalmi osztályból származnak, azonban sorsuk összefonódik egy rejtélyes fiatal lány eltűnésével. Megtalálása közben olyan titkok kerülnek napvilágra, melyek összekötik őket, és arra ösztönzik őket, hogy legyőzzék a bűntudatokat, melyeket magukban őriztek. Ők lesznek Paloma (Claudia Martín), egy sikeres divattervező, akire mások bűntudata lesz hatással, Amanda (María Sorté), aki a nehéz terhet jelentő bűntudattal szemben sem rendül meg, Manuela (Gabriela de la Garza), aki sok dolgozó nőhöz hasonlóan, bűntudatot érez, amiért nem tud elég időt tölteni a lányával, és Yaneli (Romina Poza Villanueva), egy intelligens fiatal lány, akinek el kell kezdenie kezébe venni az életét.

## Szereplők
| Színész(nő)          | Szerepnév | Magyar hang |
| -------------------- | --------- | ----------- |
| Claudia Martín       | Paloma    |             |
| Gabriela de la Garza | Manuela   |             |
| Gabriel Soto         | Leandro   |             |
| Matías Novoa         | Pablo     |             |
| María Sorté          | Amanda    |             |
| Carlos Ferro         | Franco    |             |
| Juan Carlos Barreto  | Enrique   |             |
| Ingrid Martz         | Carmina   |             |
| Helena Rojo          | Ángeles   |             |
| Roberto Ballesteros  | Everardo  |             |
| Romina Poza          | Yaneli    |             |
| Jesusa Ochoa         | Dulce     |             |
| Sammy Schoulund      | Julieta   |             |
| Luis Gatica          | Octavio   |             |
| Mónica Ayos          | Adela     |             |
| Pablo Perroni        | Ricky     |             |
| Pedro Mira           | David     |             |
| Paulina Treviño      | Tamara    |             |
| Manuela Imaz         | Lorena    |             |
| Mariana Cabrera      | Tolita    |             |
| Sachi Tamashiro      | Susana    |             |
| Haydee Navarra       | Nancy     |             |
| Astrid Romo          | Vicky     |             |
| José Ángel Bichir    | Nicolás   |             |
| Deicardi Díaz        | Genaro    |             |

## Évados áttekintés
| Évad | Évad | Epizódok száma | Eredeti sugárzás | Eredeti sugárzás  | Eredeti sugárzás | Magyar sugárzás | Magyar sugárzás | Magyar sugárzás |
| Évad | Évad | Epizódok száma | Évadpremier      | Évadfinálé        | Eredeti adó      | Évadpremier     | Évadfinálé      | Magyar adó      |
| ---- | ---- | -------------- | ---------------- | ----------------- | ---------------- | --------------- | --------------- | --------------- |
|      | 1.   | 80             | 2023. június 26. | 2023. október 13. |                  |                 |                 |                 |